# Slag bij Roan's Tan Yard
De Slag bij Roan's Tan Yard vond plaats op 8 januari 1862 in Randolph County, Missouri. Deze slag is ook bekend als de De slag bij Silver Creek. Dit treffen maakt deel uit van de operaties in noordoostelijk Missouri tijdens de Amerikaanse Burgeroorlog.
Er deden geruchten de ronde dat er Zuidelijke eenheden actief waren in Howard County, Missouri. De Noordelijken hadden na een week zoeken, de vijanden nog altijd niet gevonden. Op 7 januari 1862 kregen de Noordelijken informatie in handen dat kolonel John A. Poindexter en zijn 800 soldaten kampeerden nabij Silver Creek. Detachementen van verschillende Noordelijke eenheden werden eropuit gestuurd om de Zuidelijken te verjagen. Ondanks de dichte mist werd het Zuidelijk kamp gevonden op ongeveer 20 kilometer ten noordwesten van Fayette. In de late namiddag openden de Noordelijken de aanval. Na een korte maar hevige strijd van 40 minuten werden de Zuidelijken op de vlucht gedreven. Twee Noordelijke cavalerie-eenheden zetten de achtervolging in. Door de mist, de invallende duisternis en de terreinomstandigheden boekten ze echter weinig resultaat.
Het kamp werd door de Noordelijken vernietigd.

## Slagorde
Noordelijken (450 mannen)
- 4 compagnieën van de 1st Missouri Cavalry (Maj. James M. Hubbard)
- 3 compagnieën van de 2nd Missouri Cavalry aka "Merrill's Horse" (Maj. Charles B. Hunt)
- 1st Iowa Cavalry (Maj. W. G. M. Torrence)
- 4th Ohio Independent Cavalry Company (Capt. John S. Foster)

Zuidelijken (800 mannen)
- 5th Regiment, 3rd Division Missouri State Guard (kol. John A. Poindexter)